# Manolo Vázquez
Manuel Vázquez Garcés dit « Manolo Vázquez », né le 21 août 1930 à Séville (Espagne), mort le 14 août 2005 à Séville, était un matador espagnol.

## Présentation
Le toreo de Manolo Vázquez était apprécié par les aficionados amateurs de toreo artistique. Il alliait esthétique, sentiment et profondeur. En 2002, il reçoit la Médaille d'or du mérite des beaux-arts par le Ministère de l'Éducation, de la Culture et des Sports.
Il était le frère d’un autre matador célèbre, Pepe Luis Vázquez.

### Carrière
- Débuts en public : 1946
- Débuts en novillada avec picadors : Ciudad Real (Espagne) le 11 juillet 1948 aux côtés de Pablo Lalanda et Frasquito. Novillos de la ganadería de Pérez Centurión
- Présentation à Madrid : 4 juin 1950 aux côtés de Juan de la Palma et Antonio Ordóñez. Novillos de la ganadería de Graciliano Pérez Tabernero.
- Alternative : Séville le 6 octobre 1951. Parrain, son frère Pepe Luis Vázquez ; témoin, Antonio Bienvenida. Taureaux de la ganadería de Domingo Ortega.
- Confirmation d’alternative à Madrid : 7 octobre 1951. Parrain, son frère Pepe Luis Vázquez ; témoin, Antonio Bienvenida. Taureaux de la ganadería de Bohórquez.